# Chan Peng Soon
Pour les articles homonymes, voir Chan.
Chan Peng Soon est un joueur de badminton malaisien né le 27 avril 1988 à George Town. Il a remporté avec Goh Liu Ying la médaille d'argent du double mixte aux Jeux olympiques d'été de 2016 à Rio de Janeiro.